# Анодно-механічна обробка
Ано́дно-механі́чна обро́бка — спосіб обробки чорних і кольорових металів електричним струмом в поєднанні з чисто механічним діянням. Запропонований в СРСР інж. В. М. Гусєвим (1943). 
Опис роботи
Виріб, що обробляється і робочий електрод-інструмент вмикають в коло постійного струму низької напруги (25—30 в), причому виріб з'єднують з анодом. Між виробом і інструментом вводять спеціальний електроліт, при наявності якого на поверхні виробу утворюється плівка. Роль інструмента під час анодно-механічної обробки зводиться до підведення струму і видалення цієї плівки. Знімання металу виконується винятково електричним струмом. Тому інтенсивність анодно-механічної обробки не залежить від механіч. властивостей виробу і твердості інструмента. Так, наприклад, диском із дахового заліза розрізують швидкорізальні і високолеговані конструкційні сплави. На принципі анодно-механічної обробки основане анодно-механічне загострювання різального інструмента.